# 督姬
督姬（1565年12月3日（永祿8年11月11日）—1615年3月3日（慶長20年2月4日）），日本戰國時代末期、安土桃山時代和江戶時代前期的女性。是德川幕府初代將軍德川家康的次女，母親是側室西郡局。是小田原北條氏的第五代當主北條氏直的正室，姬路藩藩主池田輝政的繼室。

## 生涯

### 氏直正室
永祿八年（1565年），出生於岡崎城。天正十年（1582年），當時握有最大權勢的尾張大名，信長意外的死於家臣明智光秀的叛亂下，史稱本能寺之變。信長一死，甲斐國和信濃國兩國呈現無主狀態，因此，鄰近這兩國的德川氏（德川家康）和北條氏（北條氏政、氏直）開始爭奪這塊土地，只不過，雙方一直沒有分出高下。
之後，德川和北條兩方各為各的利益著想，於是，翌年（1583年），雙方議和。而後，家康為了向北條氏表示友好，並證明自己的心意，將十九歲的次女督姬嫁給北條氏政的嫡子，以後的北條家第五代當主氏直，氏直當時二十二歲。
　

### 北條滅亡
議和雖然成功，但，七年後的天正十八年（1590年），豐臣秀吉下達討伐北條氏政父子的命令，結果，北條氏在小田原之戰後滅亡，第四代當主氏政和自己的弟弟北條氏照一起切腹自盡，氏政享年五十二歲，氏照享年五十歲。
戰敗之後，氏直和督姬免於一死，被驅逐到高野山。翌年，天正十九年（1591年），由於督姬的父親家康出面，氏直遭到赦免，並成為河內國一萬石的小大名。但是，同年十一月，氏直竟然在大坂因疱瘡病故，享年三十歲。督姬那時二十七歲。由於氏直和督姬之間沒有生養子嗣，後北條氏的嫡流斷絕。但是，之後經過紀錄相傳，督姬和氏直之間似乎有一子一女。兒子叫做氏次，另一說法是，氏次是真實存在的人，但生母並非督姬。而督姬的女兒和池田利隆（池田輝政子）曾有婚約，但此女早夭，法號寶珠院。
過了不久，督姬回到父親家康的身邊。
　

### 輝政繼室
文祿三年（1594年），豐臣秀吉作主，將三十歲的督姬嫁給同年的三河國吉田城城主池田輝政作繼室。慶長三年（1600年）的關原之戰結束後，立下戰功的輝政被家康轉封姬路藩五十二萬石，成為姬路城城主，也因此，輝政被稱為「姬路宰相」、「播磨宰相」，而督姬也被稱為「播磨御前」。督姬和輝政之間生有五子兩女，忠繼、忠雄、輝澄、政綱、輝興，一女振姬後來成為二代將軍秀忠的養女，並且成為陸奧國仙台藩第二代藩主伊達忠宗的正室，生下鍋姬、虎千代丸和光宗，另一女早逝。
之後，家康讓輝政與前妻中川系子（中川清秀女）所生的長子利隆娶秀忠的養女鶴姬（實父榊原康政），但利隆卻在三十三歲時突然去世，因此有一說是督姬憎恨前妻所生的長子利隆，特地準備毒包子給他吃，不過無法確定真偽。督姬生的兩個兒子，分別領備前二十八萬石（忠繼）和淡路六萬石，池田家父子的領地共計八十六萬石，而督姬自己也有十五萬石的化妝領地。因此輝政也被稱為「日本關西地方將軍」。 
督姬的長子忠繼在五歲的時候就領備前國二十八萬石，任岡山城主，但早逝無子，之後由督姬的次子忠雄領忠繼的領地。不過，忠雄也早逝，得年三十歲，忠雄的嫡子光仲之後轉封鳥取藩。三子輝澄最後任因幡國鹿野藩主。四子政綱領播磨國赤穗藩，在二十七歲早逝，沒有子嗣，本來要改易，但由於督姬五子輝興繼承而得以延存。
慶長十八年（1613年），輝政去世，督姬出家後，法名良正院。三年後的元和元年（1616年），督姬在京都逝世，享年五十一歲。墓在知恩院。